# Peter Nowak

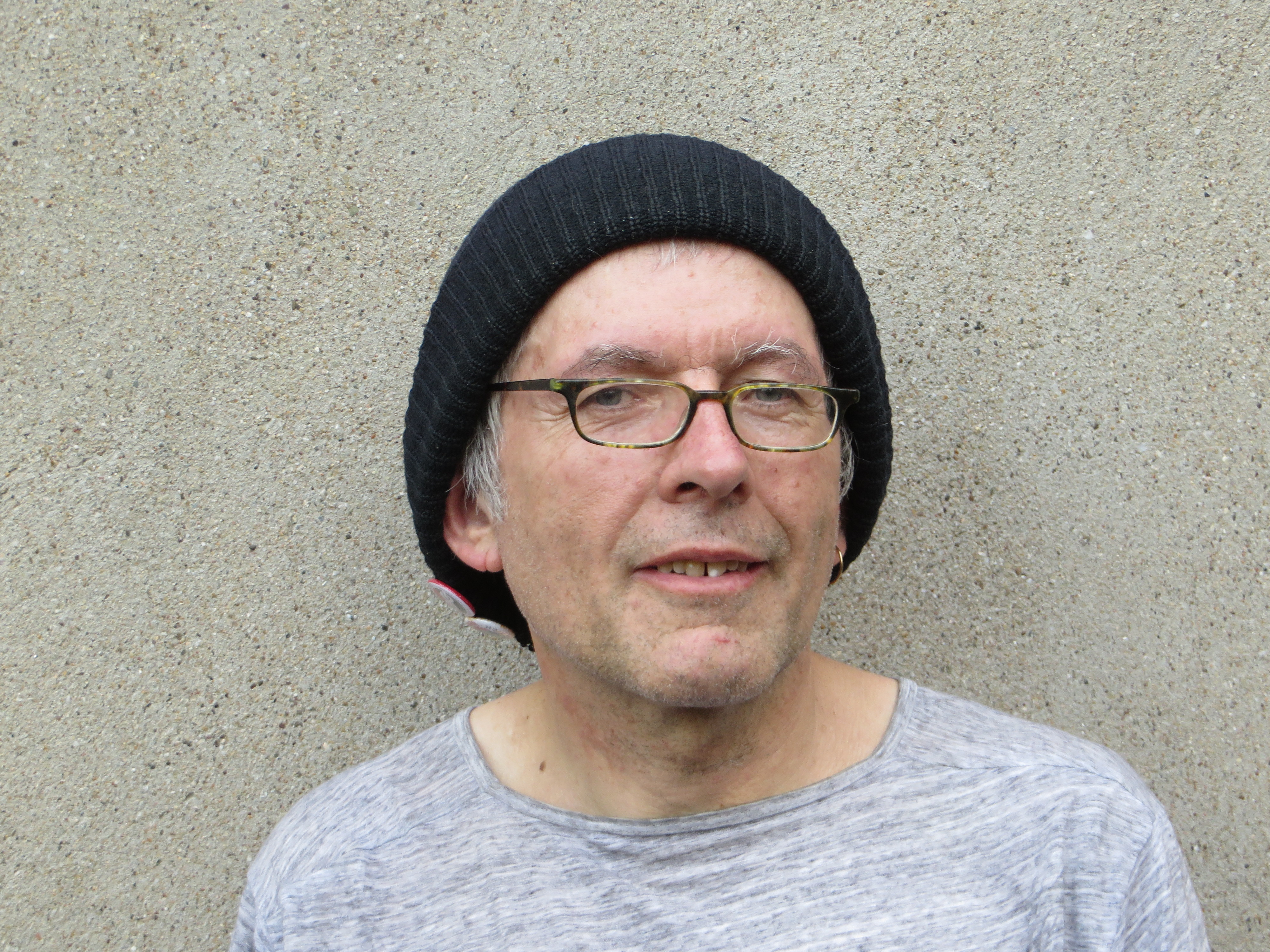
Peter Nowak, 2019

Peter Nowak (* 1960 in Fulda) ist ein freier Journalist und Publizist.

## Publizistik
Nowak veröffentlicht in folgenden Medien:
| Tages-Zeitungen: - Frankfurter Rundschau - Junge Welt - Neues Deutschland - taz Wochen-Zeitungen: - Jüdische Allgemeine - Jungle World | Monats-Zeitungen/Magazine: - analyse & kritik - Graswurzelrevolution - M – Menschen Machen Medien - Mieterecho - scheinschlag. - SoZ | Online-Medien: - Blick nach Rechts - Autorenblog bei der Wochenzeitung Der Freitag als „Lesender Arbeiter“ - Indymedia - Rubikon - Telepolis - Trend |

Für die Erstausgabe der Querdenkerzeitung Demokratischer Widerstand von Anselm Lenz und seinen Mitstreitern der Kommunikationsstelle Demokratischer Widerstand schrieb er einen Artikel.

## Kritik
Sein 2001 zusammen mit Gülten Sesen und Martin Beckmann veröffentlichtes Buch „Bei lebendigem Leib: von Stammheim zu den F-Typ-Zellen. Gefängnissystem und Gefangenenwiderstand in der Türkei“ über die stalinistische Revolutionäre Volksbefreiungspartei-Front liefert einen Überblick über den Verlauf und die Hintergründe der Hungerstreiks der türkischen Gefangenen und stellt dabei immer wieder Beziehungen zu den Verhältnissen in der Bundesrepublik her. Der Sammelband wurde von Gottfried Oy in der Frankfurter Rundschau und von Bernd Drücke in der anarchistischen Monatszeitschrift Graswurzelrevolution kritisch besprochen, wobei Nowaks eigener Beitrag positiv hervorgehoben wurde.

## Mitgliedschaften
Er ist Mitglied der Mediensektion der FAU Berlin, in deren Zeitung Direkte Aktion er auch publiziert.

## Schriften
Monographien
- Kurze Geschichte der Antisemitismusdebatte in der deutschen Linken (= Reihe Antifaschistische Politik. Bd. 4 / Reflexionen. Bd. 1). edition assemblage, Münster 2013, ISBN 978-3-942885-16-4.

Herausgeberschaften
- mit Gülten Sesen, Martin Beckmann: Bei lebendigem Leib: von Stammheim zu den F-Typ-Zellen. Gefängnissystem und Gefangenenwiderstand in der Türkei. Unrast Verlag, Münster 2001, ISBN 3-89771-008-0.
- Zahltag. Zwang und Widerstand. Erwerbslose in Hartz IV (= Unrast transparent – soziale krise. Band 1). Unrast, Münster 2009, ISBN 978-3-89771-103-7.
- Zwangsräumungen verhindern. Ob Nuriye ob Kalle, wir bleiben alle (= Systemfehler. Bd. 5). edition assemblage, Münster 2014, ISBN 978-3-942885-52-2.
- Ein Streik steht, wenn Mensch ihn selber macht. Arbeitskämpfe nach dem Ende der großen Fabriken. edition assemblage, Münster 2015, ISBN 978-3-942885-78-2.
- mit Matthias Coeurs: Umkämpftes Wohnen – Neue Solidarität in den Städten. edition assemblage, Münster 2017, ISBN 978-3-96042-017-0.
- mit Gerald Grüneklee, Clemens Heni: Corona und die Demokratie. Eine linke Kritik. Edition Critic, Berlin 2020, ISBN 978-3-946193-33-3.
- mit Gerhard Hanloser, Anne Seeck, Elisabeth Voß: Corona und linke Kritik(un)fähigkeit. Kritisch-solidarische Perspektiven „von unten“ gegen die Alternativlosigkeit „von oben“. AG SPAK Bücher, Neu-Ulm 2022, ISBN 978-3-945959-59-6.
- mit Gerald Grüneklee, Clemens Heni: Nie wieder Krieg ohne uns… Deutschland und die Ukraine. Edition Critic, Berlin 2022, ISBN 978-3-946193-38-8.
- mit Anne Seeck, Peter Nowak, Gerhard Hanloser, Harald Rein: KlassenLos – Sozialer Widerstand von Hartz IV bis zu den Teuerungsprotesten, Die Buchmacherei, Berlin 2023, ISBN 978-3-9825440-4-5.